# Kádárta
Kádárta is een plaats (Városrész) en gemeente in het Hongaarse comitaat Veszprém. Kádárta telt 1590 (2001) inwoners (2008).